# Anita Neil
Anita Neil (Doris Anita Neil; * 5. April 1950 in Wellingborough) ist eine ehemalige britische Sprinterin.
Bei den Olympischen Spielen 1968 in Mexiko-Stadt erreichte sie über 100 Meter das Viertelfinale und kam in der 4-mal-100-Meter-Staffel auf den siebten Platz.
1969 gewann sie bei den Europameisterschaften in Athen über 100 Meter und mit der britischen Mannschaft in der 4-mal-100-Meter-Staffel Bronze.
Bei den British Commonwealth Games 1970 in Edinburgh wurde sie Sechste über 100 Meter und gewann mit der englischen 4-mal-100-Meter-Stafette Silber. 1971 wurde sie bei den Europameisterschaften in Helsinki Achte über 100 Meter.
Bei den Olympischen Spielen 1972 in München schied sie über 100 Meter im Viertelfinale aus und wurde in der 4-mal-100-Meter-Staffel Siebte.
1970 wurde sie Englische Meisterin über 100 Meter.

## Persönliche Bestleistungen
- 100 m: 11,55 s, 1. September 1972, München (handgestoppt: 11,3 s, 3. Mai 1971, Tel Aviv)
- 200 m: 23,6 s, 18. September 1970, Bukarest
- Weitsprung: 6,27 m, 29. August 1970, Leicester